# أصلان كاراتسيف
أصلان كازبيكوفيتش كاراتسيف ( (الروسية: Аслан Казбекович Карацев) ؛ من مواليد 4 سبتمبر 1993) هو لاعب تنس روسي محترف. اعلى تصنيف له في رابطة محترفي التنس ضمن الفردي هو المركز رقم 24 عالمياً والذي حققه في 14 يونيو 2021 والرقم 222 عالمياً في الزوجي وذلك في 15 مارس 2021.
في فبراير 2021، خاض كاراتسيف تصفيات بطولة أستراليا المفتوحة. في أول مشاركه له في الجدول الرئيسي من بطولة جراند سلام، وكمصنف رقم 114، هزم دييجو شوارتزمان المصنف الثامن، والمصنف رقم 20 فيليكس أوجيه-ألياسيم و المصنف رقم 18 غريغور ديميتروف للوصول إلى الدور نصف النهائي. كاراتسيف هو أول رجل في العصر المفتوح يصل إلى نصف النهائي في أول ظهور له في الجراند سلام.
في مارس 2021، فاز بأول لقب له في الجولة العالمية في بطولة قطر المفتوحة مع أندريه روبليف في الزوجي. بعد أسبوع، فاز كاراتسيف، كمشارك ببطاقة دعوة، بأول لقب له في الفردي في الجولة العالمية في بطولة دبي المفتوحة 2021، بفوزه على الجنوب أفريقي لويد هاريس في النهائي. كاراتسيف، الذي كان غير مصنف وتغلب على أربعة لاعبين مصنفين للوصول إلى النهائي، انضم إلى واين فيريرا (1995) وتوماس موستر (1997) في هذا الإنجاز. نتيجة لذلك، دخل المصنفين الثلاثين الاوائل في تصنيف رابطة محترفي التنس للفردي لأول مرة في مسيرته. في 24 أبريل 2021، هزم كاراتسيف المصنف الأول عالميا نوفاك دجوكوفيتش في موطنه في بطولة صربيا المفتوحة ليحقث أكبر فوز في مسيرته. في دورة الألعاب الأولمبية الصيفية 2020، فاز بالميدالية الفضية مع إيلينا فيسنينا في الزوجي المختلط.

## النشأة

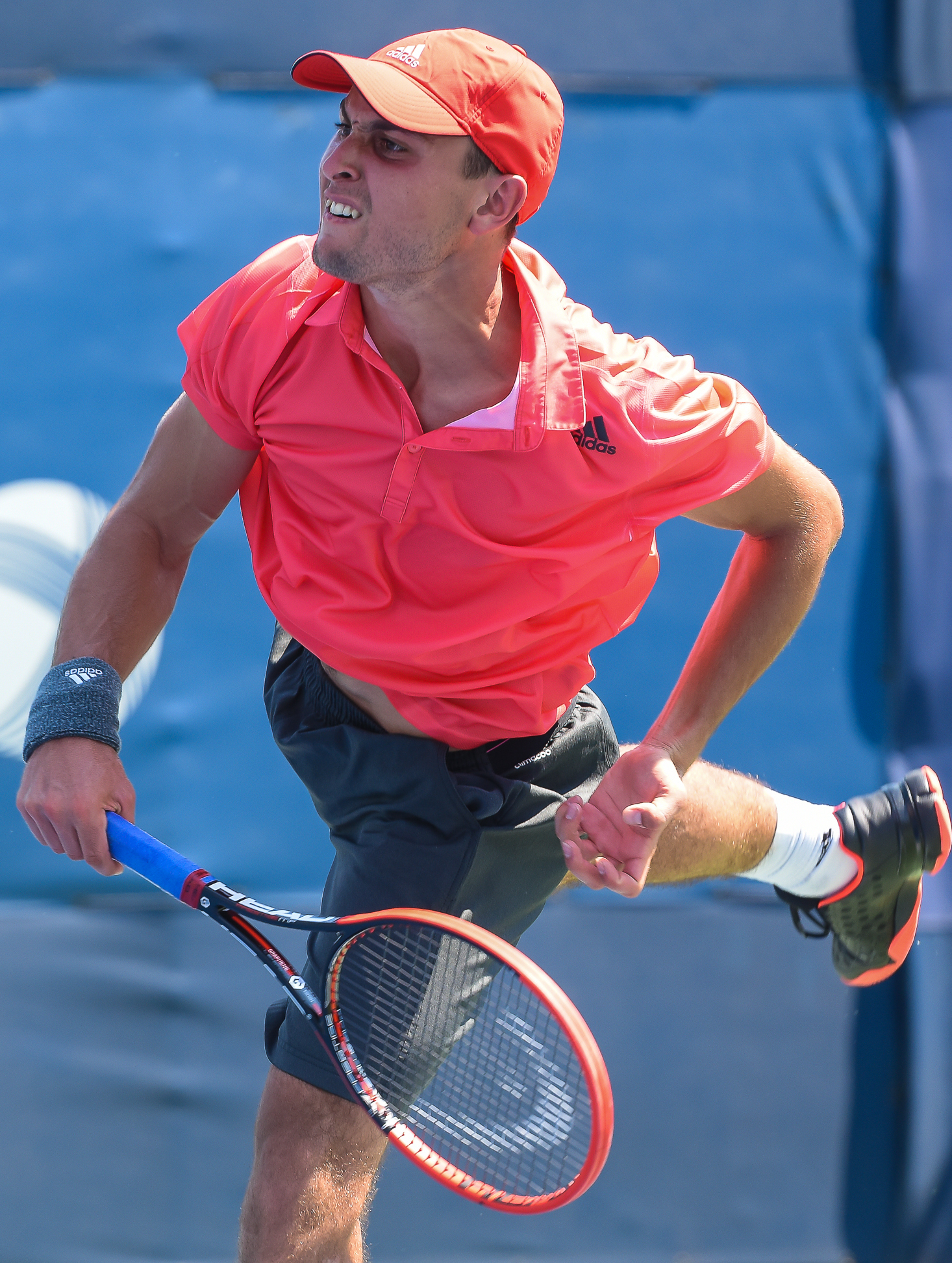
كاراتسيف في عام 2015

ولد كاراتسيف في 4 سبتمبر 1993 في فلاديكافكاز. والده كازبك كاراتسيف من أصل أوسيتيا ولاعب كرة قدم سابق، ووالدته سفيتلانا كاراتسيفا طبيبة. أصلان لديه أخت كبرى تدعى زارينا. جد كاراتسيف يهودي من جهة والدته. عندما كان في الثالثة من عمره، انتقل والديه إلى إسرائيل.
كان أول مدرب له فلاديمير رابينوفيتش. عندما كان في الثانية عشرة من عمره، عاد مع والده إلى روسيا بسبب قيود التمويل في إسرائيل. هذه المرة انتقل إلى تاغانروغ حيث كان مدربيه الجدد هم ألكسندر كوبرين وإيفان بوتابوف. من عام 2011 إلى عام 2013 تم تدريبه من قبل أندريه كيساريف.
يتحدث كاراتسيف بطلاقة الروسية والعبرية والإنجليزية ويحمل الجنسيتين الروسية الإسرائيلية.

## مسيرته

### 2013-2020
ظهر كاراتسيف لأول مرة في الجدول الرئيسي لبطولة من الجولة العالمية في بطولة سانت بطرسبرج المفتوحة 2013 حيث حصل على بطاقة دعوة. في الدور الأول خسر أمام مواطنه والمصنف الثاني ميخائيل يوزني، 7-6 (7-5)، 2-6، 2-6. في فئة الزوجي، شارك مع ديمتري تورسونوف حيث وصلوا إلى الدور نصف النهائي، وخسروا أمام دومينيك إنجلوت ودينيس إستومين، 4-6، 7-5، [9-11]. في عام 2015 فاز بأول مباراة له في الجولة العالمية في الجدول الرئيسي في كأس الكرملين لعام 2015 وهزم يوجني.
وفقًا لوالد كاراتسيف، فقد تلقى ابنه، البالغ من العمر 19 عامًا، إرشادًا من ديمتري تورسونوف الذي اخذه إلى هالي بألمانيا للتدريب هناك لمدة شهرين لكنه عاد بسبب نقص المال للاستمرار. ثم دعت الأكاديمية الألمانية نفسها أصلان للعودة إلى هاله. لقد تدرب هناك لمدة عامين، ثم أصيب ولم يستطع اللعب لمدة عامين بسبب الصدمة. انتقل إلى برشلونة. هناك لعب في اكادمية بروغيرا للتنس منذ أقل من عامين.
بعد البحث عن فرص تدريب أفضل في إسبانيا وألمانيا، عين كاراتسيف في عام 2019 مدربه الجديد، ياهور ياتسيك من مينسك. ياتسيك، لاعب تنس محترف سابق يكبره بسنة واحدة، كان يساعد نيكولوز باسيلاشفيلي كمدرب. خلال إغلاق COVID-19 ، لعب كاراتسيف مباريات استعراضية في الولايات المتحدة.
في بطولة سانت بطرسبرغ لعام 2020، حقق كاراتسيف فوزه الأول على لاعب من المصنفين الاوائل في مباراة ضد تينيس ساندجرين.

### 2021: نصف نهائي بطولة أستراليا المفتوحة، أول ألقاب في الفردي والزوجي، ميدالية فضية في الالعاب الأولمبية في الزوجي المختلط
ظهر كاراتسيف لأول مرة في البطولات الأربع الكبرى في بطولة أستراليا المفتوحة لعام 2021 بعد أن عبر التصفيات بفوزه على براندون ناكاشيما وماكس بورسل وألكسندر مولر. هنا حقق أيضًا أول انتصار له ضد المصنفين العشرة الأوائل، بعد أن تغلب على المصنف الثامن في البطولة دييجو شوارتزمان المصنف التاسع عالميًا، في مباراة نادرة بين لاعبين يهوديين. كما أنه هزم المصنف رقم 20 فيليكس أوجيه-ألياسيم بعد أن خسر أول مجموعتين وعاد للفوز في خمسة ليصبح أول صاعد من التصفيات يصل إلى ربع نهائي جراند سلام منذ برنارد توميتش في ويمبلدون 2011، وأول رجل يصل إلى ربع النهائي في مشاركتة الأولى خلال البطولات الأربع الكبرى منذ أليكس رودوليسكو في بطولة ويمبلدون 1996. ثم هزم المصنف رقم 3 سابقا جريجور ديميتروف في أربع مجموعات ليصل إلى الدور قبل النهائي. من خلال القيام بذلك، أصبح كاراتسيف أول صاعد من التصفيات يصل إلى الدور قبل النهائي من بطولة جراند سلام منذ فلاديمير فولتشكوف في بطولة ويمبلدن 2000 وأول من يفعل ذلك في بطولة أستراليا المفتوحة منذ بوب جيلتينان في عام 1977، وهو أقل لاعب تصنيفا يصل إلى نصف نهائي جراند سلام منذ جوران إيفانيشيفيتش في بطولة ويمبلدون 2001، وأول لاعب يصل إلى نصف نهائي جراند سلام في أول ظهور له في تاريخ العصر المفتوح. هناك، خسر أمام المصنف الأول على العالم والبطل النهائي نوفاك دجوكوفيتش في مجموعات متتالية. رفعت نتيجته في البطولة من ترتيبه من التصنيف 114 على مستوى العالم إلى أعلى تصنيف له في المرتبة 42.
كانت بطولة كاراتسيف التالية هي قطر المفتوحة، حيث تغلب على مبارك شنان زايد في مجموعات متتالية في الدور الأول، لكنه خسر أمام المصنف الأول في البطولة دومينيك تيم في الدور الثالث بعد حصوله على المجموعة الأولى في شوط كسر التعادل. دخل في قرعة الزوجي مع مواطنه أندري روبليف ووصل إلى نصف النهائي، حيث هزم جيريمي شاردي وفابريس مارتن. في النهائي، هزموا ماركوس دانييل وفيليب أوزوالد في مجموعات متتالية. أدى الفوز بالبطولة إلى رفع ترتيبه في الزوجي من رقم 447 إلى أعلى ترتيب في مسيرته وهو رقم 222. في دبي، تغلب على ايجور جيراسيموف ودان إيفانز و لورينزو سونيغة ليبلغ أول ربع نهائي له في البطولات عن فئة نقطة 500، حيث تغلب على جانيك سينر في ثلاث مجموعات ليتقدم إلى نصف النهائي. في نصف النهائي، أنهى كاراتسيف سلسلة انتصارات من 23 مباراة للمصنف الثاني أندريه روبليف في بطولة فئة 500 نقطة ليبلغ نهائي الفردي الأول له. في النهائي، هزم لويد هاريس ليفوز بأول لقب له. سمح الفوز لكاراتسيف بالدخول في قائمة أفضل ثلاثين مصنف لأول مرة في مسيرته. وأصبح ثاني لاعب تنس روسي يفوز بلقبه الأول وهو يبلغ 27 عامًا، وهو رقم قياسي مشترك مع إيغور كونيتسين.
في بطولة صربيا المفتوحة، انتقم كاراتسيف من خسارته في بطولة أستراليا المفتوحة بفوزه على المصنف الأول عالمياً نوفاك دجوكوفيتش، ليتقدم إلى المباراة النهائية في أطول مباراة عام 2021 حتى الآن. ثم هزمه ماتيو بيريتيني في ثلاث مجموعات.
وحقق كاراتسيف انتصارين آخرين ضد مصنفين من العشرة الاوائل بفوزه على شوارتزمان مرة أخرى في مدريد ومواطنه دانييل ميدفيديف في روما.
في بطولة فرنسا المفتوحة 2021، خسر كاراتسيف في فردي الرجال أمام فيليب كولشرايبر في الدور الثاني. ومع ذلك، فقد دخل في شراكة مع إيلينا فيزنينا في الزوجي المختلط وفي أول ظهور له في المختلط تقدم إلى النهائي، لكن الزوج خسر أمام جو سالزبوري وديسيري كرافسيك.
في أولمبياد طوكيو 2020، فاز بالميدالية الفضية في الزوجي المختلط، حيث خير مع إيلينا فيسنينا أمام مواطنيه أندري روبليف وأناستازيا بافليوتشينكوفا في المباراة النهائية.

## الجوائز
2011
- كاس روسيا في ترشيح أفضل ناشئ في العام[30]

2021
- ماجستير الرياضة الروسي المستحق[31]

## روابط خارجية
- الصفحة الخاصة باللاعب أصلان كاراتسيف في موقع رابطة محترفي كرة المضرب.

- أصلان كاراتسيف في موقع الاتحاد الدولي لكرة المضرب
- أصلان كاراتسيف في كأس ديفيز